# Sylvain George
 (juin 2025).
Motif : Pas de sources centrées
- Archive Wikiwix
- Bing
- Cairn
- DuckDuckGo
- E. Universalis
- Gallica
- Google
- G. Books
- G. News
- G. Scholar
- Persée
- Qwant
- (zh) Baidu
- (ru) Yandex
- (wd) trouver des œuvres sur Wikidata

| 1. | Préciser le motif de la pose du bandeau. | Précisez le motif de la pose du bandeau en utilisant la syntaxe suivante : {{admissibilité à vérifier\|date=juin 2025\|motif=remplacez ce texte par le motif}}                      |
| 2. | Informer les utilisateurs concernés.     | Pensez à avertir le créateur de l'article, par exemple, en insérant le code ci-dessous sur sa page de discussion : {{subst:avertissement admissibilité à vérifier\|Sylvain George}} |

Ne doit pas être confondu avec Sylvain Georges.
 (juin 2025).
Si vous disposez d'ouvrages ou d'articles de référence ou si vous connaissez des sites web de qualité traitant du thème abordé ici, merci de compléter l'article en donnant les références utiles à sa vérifiabilité et en les liant à la section « Notes et références ».
Sylvain George est un réalisateur, écrivain et metteur en scène français né à Vaulx-en-Velin dans la banlieue de Lyon.

## Biographie
Après des études de 3e cycle en philosophie, droit, science politique et cinéma, et avoir travaillé avec Miguel Abensour, Georges Banu, Nicole Brenez, Sylvain George réalise des films dits « d'avant-garde » ou « expérimentaux », poétiques et politiques.
Le cinéaste s'intéresse depuis ses débuts cinématographiques en 2006 aux politiques communes de l'immigration en Europeet aux mouvements sociaux . 
En mai 2018, Sylvain George  est signataire d’une pétition en collaboration avec des personnalités issues du monde de la culture pour boycotter la saison culturelle croisée « France-Israël ».[source insuffisante]

## Programmation
- 2009 : Séminaire « Actualités politiques du documentaire ». En collaboration avec Patrick Leboutte. États généraux du film documentaire (Lussas).]
- 2013 : O liberty! (Experiment the form, experiment the justice): carte blanche to Sylvain George. Festival du film de Milan.
- 2014 : À chacun son Orient - Rétrospective Sothean Nhieim. Cinéma du réel. Centre Pompidou[5]

## Filmographie

### Courts métrages
- No Border (Aspettavo Che Scendesse La Sera) Super Huit. Noir & Blanc. 23 min. Noir Production 2005-2008.
- N'entre pas sans violence dans la nuit, Vidéo. Noir & Blanc. 20 min. Noir Production 2005-2008.
- Europe année 06 (Fragments Ceuta)- Contre-feux n°3, Téléphone portable. Noir & blanc. 12 min. Noir Production 2006.
- Un homme idéal (Fragments K.)- Contre-feux n°4, Téléphone portable. Noir & blanc/Couleur. 21 min. Noir Production 2006-2007.
- Série des Contrefeux. 7 films ciné-tracts et fables didactiques. Vidéo, téléphone portable. Noir & blanc/couleurs, 77 min, Noir Production 2006-2008.
- Ils nous tueront tous, vidéo, noir et blanc, 10 min, Noir Production 2009
- Les nuées (My black mama's face), vidéo, noir et blanc, 7 min, Noir Production 2012
- Nocturne blanc-chasseur, vidéo, noir et blanc, 23 min, Noir Production 2015.
- Joli Mai, vidéo, noir et blanc et couleur, 10 min, Noir Production 2017.
- Un peu de feu que vole, vidéo, noir et blanc, 11 min, Noir Production 2017.
- Youssef, la rage, le vent, avant l'existence, vidéo, noir et blanc, 6 min, Noir Production 2017.

### Longs métrages
- L'Impossible - Pages arrachées, Super 8, 16mm, vidéo. Noir & blanc/couleurs, 90 min, 2009
- Qu'ils reposent en révolte (Des figures de guerres I), vidéo. Noir & blanc, 153 min, 2010
- Les Éclats (Ma gueule, ma révolte, mon nom), vidéo. Noir & blanc/couleurs, 84 min, 2011
- Vers Madrid - The Burning Bright, vidéo, 16mm. Noir & blanc/couleurs, 106 min, 2011-2014
- Paris est une fête - Un film en 18 vagues, vidéo, Noir & blanc/couleurs, 95 min, 2017
- Nuit obscure - Feuillets sauvages (Les brûlants, les obstinés), vidéo, Noir & blanc, 256 min, 2022
- Nuit obscure - Au revoir ici, n’importe où, vidéo, Noir & blanc/couleurs, 183 min, 2023 [6]
- Nuit obscure - "Ain't I a child?", vidéo, Noir & blanc/couleurs, 164 min, 2024

## Distinctions

### Nuit obscure - Feuillets sauvages (Les brûlants, les obstinés)
- Prix du meilleur film en compétition internationale au Filmmaker Film Festival en 2022[7]

### Nuit obscure - Au revoir ici, n’importe où
- Mention du jury de la Compétition internationale au Festival international du film de Locarno 2023
- Prix de l’environnement et de la qualité de la vie jury au Festival international du film de Locarno 2023
- Prix du meilleur documentaire en compétition internationale au DMZ International Documentary Film Festival 2023
- Prix du meilleur documentaire en compétition internationale XV Festival Internacional de Cine de Cali (FICCALI) 2023
- Prix du meilleur film de la Jeunesse Muestra de Cine de Lanzerote 2023
- Prix du meilleur documentaire en compétition internationale Message to Man International Film Festival 2024[8]

### Nuit obscure - "Ain't I a child?"
- Prix Interreligieux Visions du réel 2025[9]

### Qu'ils reposent en révolte (Des figures de guerres I)
- Prix FIPRESCI de la critique internationale BAFICI en 2011[10].

## Publications
- « Le peuple qui vient, gestus du cinéma prophétique », dans Nicole Brenez et Bidhan Jacobs, Le cinéma critique : De l'argentique au numérique, voies et formes de l'objection visuelle, Éditions Presses de la Sorbonne nouvelle, coll. « HISTO.ART », 2010
- « Notes fugitives / Gestes cannibales », Trafic, Paris, Éditions P.O.L., no 86,‎ juin 2013, p. 83-99
- « Andrea Tonacci, le cinéma du désordre et de l'infini », La Furia Umana  #30[11]
- « Adieu/Salut au langage : Godard ou le cinéma comme expérimentation du néant.», La Furia Umana  #33[12]
- « De l’éréthisme cinématographique : Robert Kramer ou le cinéma comme écart absolu. Une carte postale.», La Furia Umana  #35[13]
- Le Madleen ou l'inachevé comme forme politique[14]
- France, 18 juin 2025 : L’institutionnalisation d’une rafle[15]
- La Vita Bruta - Une adresse à Pier Paolo Pasolini, Paris, NP Éditions, 2016
- AD Nauseam, Paris, NP Éditions, 2016
- Poème Noir, Paris, NP Éditions, 2016
- Time Bomb - Programme sur le cinéma qui vient, Paris, NP Éditions, 2016
- Qu’ils reposent en révolte (carnet de route), Recueil Alexandries, coll. « Reflets », octobre 2011[16]
- Photos, autour du film "Qu’ils reposent en révolte" (2011), Recueil Alexandries, coll. « Expos », octobre 2011[17]